# Ödets floder
Ödets floder (portugisiska: Pssica) är en brasiliansk thriller- och kriminaldramaserie som har en planerad premiär på Netflix den 20 augusti 2025. Serien som är skapad av Stephanie Degreas, Fernando Garrido och Bráulio Mantovani består av fyra avsnitt.

## Handling
När en tonåring kidnappas av en sexhandelsliga ger sig en flodpirat och en hårdför mamma ut för att hitta henne. Inledningsvis var för sig för att sedan arbeta tillsammans.

## Rollista (i urval)
- Domithila Cattete – Janalice
- Lucas Galvino – Preá
- Marleyda Soto – Mariangel
- Claudio Jaborandy
- Wesley Guimarães